# Park Yoo-chun
Park Yoo-chun (Hangul: 박유천, Hanja: 朴有天, Seúl, 4 de junio de 1986), también conocido por su nombre artístico Micky, es un cantante, rapero, compositor, actor y modelo ocasional surcoreano. YooChun era un miembro de la popular banda pop sur-coreana JYJ, pero su debut en el mundo musical fue como miembro de la boy band TVXQ el 26 de diciembre de 2003 durante un especial de Navidad protagonizado por BoA y Britney Spears. Esa noche cantaron su primer sencillo "Hug" (Abrazo) y una versión a capella de "O Holy Night" junto a BoA.

## Biografía

### Origen, infancia y juventud
Park YooChun nació en Seúl (Corea del Sur) el 4 de junio de 1986. Pasó gran parte de su infancia en las montañas de Chungnam, hasta 1998 cuando, buscando el "sueño americano" emigró con su familia a Fairfax, Virginia (Estados Unidos). Tras su llegada al nuevo país, YooChun se vio frente a una dura barrera lingüística y choque cultural. Años más tarde, reconoce que dicha situación le obligó a endurecer su carácter, dejando atrás al niño que hasta entonces había sido.

Durante mi primer año en América tan solo iba y venía de casa a la escuela, no iba a ningún otro sitio. No tenía amigos por aquel entonces.
Julio de 2009. Nikkan Sports Daily

Por el contrario, su hermano YooHwan, al ser 5 años menor, fue mucho más rápido que él aprendiendo inglés y, por lo tanto, hizo amigos mucho antes dejando a YooChun sin un compañero de juegos.

Me quedaba en casa solo limpiando y escuchando música... Por aquel entonces era introvertido y me convertí en una persona completamente diferente. Era muy torpe con la comunicación.
 Julio de 2009. Nikkan Sports Daily

Al tratarse de una familia de clase media propietaria de pequeños negocios, la familia Park se vio afectada por la recesión económica que sufría el país en aquel momento. La inestable situación económica de la familia terminó con el matrimonio de los padres de YooChun. Durante los meses siguientes al divorcio, su hermano menor YooHwan (Ricky) y él se mudaron con su madre pero, al no ser ésta capaz de mantener a su familia, volvieron a vivir con su padre. Durante esta época, YooChun se vio obligado a compaginar sus estudios en Holmes Middle School y Chantilly High School con varios trabajos de medio tiempo. Aun así, YooChun, quien de niño quería ser deportista, siempre encontraba tiempo para practicar deportes, destacando en atletismo y baloncesto. Pero la música siempre estuvo en su mente y, por eso, a menudo tenía audiciones aún en contra de los consejos de su familia. En 2001, en un festival de música, ganó el Daesang (el primer premio) y comenzó a difundir su nombre por el mundo musical. En 2003 volvió a ganar un concurso musical para jóvenes coreano/americanos de la KNB en el que recibió una mención especial, y de esta forma llamó la atención de un cazatalentos de Brothers Entertainment abriéndole las puertas de SM Entertainment.
YooChun estaba determinado a seguir su camino como cantante en Corea, idea que sus padres no compartían, así que la situación le llevó a irse de EE. UU. tras una gran discusión con su padre. Años más tarde, cuenta en una entrevista que lo que le resultó más duro de su vuelta a Corea fue dejar atrás a su hermano pequeño.
Durante sus años en Estados Unidos, YooChun se hacía llamar Micky, apodo que más tarde le acompañaría como nombre artístico.

### Regreso a Corea del Sur y TVXQ
En 2003 y con tan solo 17 años, YooChun aterrizó en Corea dispuesto a triunfar en la música. 
Tardó sólo seis meses de entrenamiento en SM Entertainment hasta que decidieron que sería el último miembro de TVXQ.
En 2008 dejó el dormitorio de TVXQ y se mudó a una casa que compró en Seúl para poder vivir con su madre y hermano. 

### Demanda Judicial
A partir de 2003 - 2009, Yoochun cantó en la boy band surcoreana TVXQ , conocido como Dong Bang Shin Ki (DBSK) en Corea del Sur y Tohoshinki en Japón. En julio de 2009, Yoochun y dos de sus compañeros de banda, Jaejoong y Junsu, presentaron una demanda en contra de su sello de Corea del Sur, SM Entertainment. A través de sus abogados, los miembros declararon que el contrato de 13 años era excesivamente largo y que las ganancias del grupo no estaban justamente distribuidas para los miembros. Después el sello japonés de Tohoshinki anunció una pausa del grupo en abril de 2010, tres semanas después formaron un nuevo grupo de tres miembros inicialmente conocido como JUNSU / JEJUNG / YUCHUN en Japón.
El 28 de noviembre de 2012, la batalla legal entre JYJ y SM por fin ha terminado. Ambas partes acordaron retirarse toda acusación judicial contra la otra y no interferir en cada otras acciones. 

### JYJ
Es un grupo coreano que nace tras la unión y salida de Jaejoong, Yoochun y Junsu de TVXQ. Esta nueva agrupación de abre paso en los escenarios de Corea y posteriormente en Japón. No obstante, las giras, las promociones y su aparición en televisión se ven privadas, debido a la demanda interpuesta a su anterior empresa de entretención. JYJ, a la fecha, suma éxitos a lo largo de su país, en Japón y gran parte de América Latina, siendo la primera Boy band coreana en visitar países como Chile y Perú. Actualmente cuentan con 5 álbumes de estudio, giras a nivel mundial y finalmente con un trabajo independiente por parte de los integrantes, con sus propios álbumes, dramas y musicales. 

### El Gran Salto a la Pequeña Pantalla
En la actualidad, YooChun ha debutado como actor en una serie de dramas coreanos. Dating on Earth, Beautiful Love, Sungkyunkwan Scandal, Miss Ripley, Rooftop Prince, Missing You y 3 Days. 
YooChun ha participado en miniseries junto con el resto del grupo TVXQ.
En los años 2005 y 2006 participó en primer lugar en la mine serie “Banjun Theater”, y posteriormente en “Vacation”
- Dating on Earth (2009)

En el 2007 Micky filmó el drama Dating on Earth, donde está vinculado amorosamente con una mujer mayor que él. La explicación que circula en torno al retraso del drama es que las fanes de Micky YooChun, al enterarse de que este besaba reiteradas veces a su coprotagonista, se opusieron a su estreno. Y que SM Entertainment no tuvo más opción que cancelarlo. Aun así, a principios del 2010 el drama fue editado y dado a conocer, cortando escenas para quedar como una película. El resto del grupo también participaba en el elenco.
- Beautiful Love (BeeTV, 2010)

Yong-soo (Micky) como representante del grupo empresarial va a Japón para comprar una gran línea hotelera, quien tendrá un encuentro inesperado con Hinata, quien sabía sobre el pasado de Yong-soo e intentaba escapar del trabajo duro como empresario reconocido.
- Sungkyunkwan Scandal (KBS2, 2010)

Interpretando a Lee Sun Joon, el hijo de un reconocido Ministro e influyente en el pueblo de Yoseon, se enfrenta a ciertos obstáculos en el conocimiento de la verdad en la escuela para eruditos llamada Sungkyunkwan, lugar donde ocurre una serie de eventos escandalosos.
- Miss Ripley (MBC, 2011)

Melodrama en el que dos hombres llegan a amar a una mujer codiciosa, y la lucha entre el amor y la destrucción. Park Yoo Chun es Yu Hyun o su nombre en japonés "Yukata", un joven caballeroso, honesto, amable y sentimental que está graduado en administración de negocios y quien es hijo del dueño de una famosa agencia de resorts japonesa.
- Rooftop Prince (SBS, 2012)

Para descubrir el misterio tras la muerte de la Princesa Heredera, el Príncipe Yi Gak (Park Yoo Chun) de la era Joseon busca a Man Bo (Lee Tae Ri), Do Chisan (Choi Woo Shik)  y Yeon Seol (Jung Suk Won), por lo que comienzan una profunda investigación de sobre este asesinato. Sin embargo, sus vidas dan un vuelco inesperado cuando son transportados 300 años al futuro, llegando a la azotea de una muchacha llamada Bak Ha (Han Ji Min) , en medio de la moderna ciudad de Seúl.
- Missing You (MBC, 2012)

Drama tradicional sobre un hombre y una mujer que tuvieron que separarse debido a un desafortunado accidente cuando eran jóvenes. Soo Yeon a la edad de 15 años fue víctima de bullying en la escuela. Ella es el blanco de ellos, debido a que su padre es un asesino. Soo Yeon tiene un aliado, que es Jung Woo, quien siempre la protege de los acosadores. Soo Yeon y Jung Woo están enamorados, pero debido a un accidente inesperado, ellos se separan. Ahora de adultos se vuelven a encontrar por el destino. Jung Woo es ahora un detective y su primer amor siempre ha permanecido en el fondo de su mente. Soo Yeon es ahora una diseñadora de moda novata que trata de tener una personalidad brillante, pero aún lleva las cicatrices emocionales dentro de ella. Hyung Joon es el amante de Soo Yeon, que parece cálido y agradable, pero que tratará de vengarse de Jung Woo. 
- 3 Days (SBS, 2014)

El presidente surcoreano viaja a una villa para disfrutar de sus vacaciones. Después de que se dispararon tres tiros, él desaparece. Su guardaespaldas Han Tae Kyung intenta encontrar al Presidente.

### Películas
- Haemoo (2014)

Primer trabajo cinematográfico en el que participa Yoochun. La película está basada en hechos reales, la película narra el intento de un barco pesquero por transportar inmigrantes ilegales. Pero un suceso provocará la catástrofe y por consiguiente, llevará a la tripulación a un ambiente de locura. 
La crìtica ha alabado el trabajo de Park, dándole reconocimiento y también se le ha galardonado por desempeño.

### Reconocimiento internacional
A pesar de haber alcanzado la fama internacional como parte de TVXQ, a raíz de sus diferentes papeles en dramas coreanos y a la rápida difusión de éstos a través de diferentes redes sociales e Internet, día a día crece el número de personas que admiran a YooChun no sólo como músico, sino también como actor.
Siendo un ídolo de adolescentes, muchos vieron en él un chico que tan solo pretendía abrirse paso en el mundo de la actuación aprovechando su fama y popularidad entre los jóvenes. Sin embargo, Park superó con creces sus expectativas al ver cómo este actor primerizo tomaba sus papeles en serio y mostraba un alto nivel de concentración e interpretación.

## YooChun, compositor
Micky es conocido por escribir y componer canciones, para el 4.º Álbum de grupo TVXQ, Mirotic, compuso la canción Love bye Love. También compuso el sencillo japonés Kiss the Baby Sky con la ayuda de su hermano Ricky en el Rap.
En septiembre del 2009, él y Hero Jaejoong compusieron la canción Colors - Melody and Harmony, para el trigésimo quinto aniversario de Hello Kitty, haciendo así la primera aparición oficial en dueto del grupo.
Además, escribió el rap para la canción de Shinee Señorita.
Para el álbum de JYJ "Their Rooms, Our Story", YooChun compuso la canción "Untitled Song Part 1" la cual causó gran controversia por su letra. Esta canción se sumerge profundamente en los sentimientos de los chicos (Junsu, Jaejoong y el propio Yoochun) y, a su vez, es un claro ataque a su antigua compañía SM Entertainment en la que nos muestra el viaje a lo largo de su carrera en la compañía y cómo, al final, YooChun se siente traicionado por esta.

Todavía recuerdo a aquel superior diciendo que, si me marchaba, la familia de la que la compañía siempre hablaba, nos haría difícil sobrevivir fuera de la empresa.  ¿Querías que nos quedáramos y siguiéramos ganando dinero para ti? Esas palabras se niegan a salir de mi mente
 JYJ, Untitled Song Part 1

| Letra - 공간 (하늘과 바다사이, Whisper Of..) Space (Between The Sky And The Ocean, Whisper Of..) - Holding Back the Tears - My Girlfriend (Solo Japonés) - Shelter: Música y arreglos de JaeJoong con un poco de ayuda de JunSu. Las letras fueron escritas por H.U.B. y YooChun. - Mission: escribió el rap. - Se le atribuyen muchos de los raps de canciones de TVXQ. a excepción de los cantados por Yunho que fueron compuestos por él mismo. Ambos eran los Raperos del grupo - Señorita (canción del grupo Shinee): escribió el rap. Arreglos - Rainy Night | Música y Letra - 여우비 (Fox Rain) - Evergreen de la cual compuso la música, mientras la letra fue escrita por su compañero de grupo Max Changmin - したまま、さよなら (Kiss Shita Mama, Sayonara) (con JaeJoong) - Kiss The Baby Sky (Tema Musical de Zoom In, programa de TV Japonés) - 사랑 안녕 사랑 (Love Bye Love): el rap está compuesto por Yunho y Junsu - Colors ~Melody & Harmony (con JaeJoong) - I love you feat. Flowsik - Untitled Song Part 1 (Canción sin nombre Parte 1) (música, letra, arreglos) - Get Out (con JaeJoong) |

## Discografía

### TVXQ
| Álbum de estudio coreanos - Tri-angle (2004) - Rising Sun (TVXQ album)\|Rising Sun (2005) - "O"-Jung.Ban.Hap. (2006) - Mirotic (2008) Miniálbum/Extended Plays coreanos - Hug (2004) - The Way U Are (2004) - Christmas Gift from Dong Bang Shin Gi (2004) - 2005 Summer (2004) | Álbum de estudio japoneses - Heart, Mind and Soul (TVXQ album)\|Heart, Mind and Soul (2006) - Five in the Black (2007) - T (TVXQ album)\|T (2008) - The Secret Code (album)\|The Secret Code (2009) Compilación de álbumes japoneses - Best Selection 2010 (2010) |

### JYJ
| Álbum de estudio coreanos - The Beginning (2010) - In Heaven (2011) - Just Us (2014) | Miniálbum/Extended Plays coreanos - Their Rooms "Our Story" (2011) Miniálbum/Extended Plays japoneses - The... (2010) |

### Solista
- 2007: My Girlfriend – Canción para el sencillo japonés Runaway/My Girlfriend.
- 2007: All in vain – Canción para la BSO de Air City.
- 2011: 너를 위한 빈자리 (The Empty Space For You) – Sencillo y álbum para el Drama Miss Ripley.

### Colaboraciones
- 2008: DJ Makai feat. YooChun - Tokyo Lovelight. También aparece en el videoclip.
- 2009: M-Flo feat. JaeJoong y YooChun - Been So Long.
- 2009: Super Junior fet. Yunho y YooChun - Heartquake.
- 2009: JaeJoong y YooChun - COLORS, MELODY and HARMONY.
- 2011: JYJ feat. Kanye West and Maliek Yuself - Ayy Girl.

## Filmografía

### Miniseries
- Nonstop 6 (2005, Corea)
- Banjun Drama (2005, Corea)
- Vacation (2006, Corea) Proyectado en el Auditorio de la Universidad de Yunsae

### Dramas
- Beautiful Love (2010, Japón)
- Sungkyunkwan Scandal (2010, Corea)
- Miss Ripley (2011, Corea)
- Rooftop Prince (2012, Corea)
- Missing You (2012, Corea)
- Three Days (2014, Corea del Sur)
- The Girl Who Sees Smells (2015, Corea del Sur)

### Películas
- Dating On Earth (2007, Corea) Filmada en 2007 no se emitió hasta 2010 por la férrea oposición de las fanes al enterarse de que YooChun besaba reiteradas veces a su coprotagonista.

- "Sea Fog" (2014, Corea)
- On the edge (Al limite) 2022

## Otras actividades
- En 2007 actuó como presentador junto con sus compañeros de TVXQen el programa de radio TVXQ Bigeastation

- En junio de 2011 YooChun fue elegido por la cadena MBC como narrador para el documental "MBC Especial - Mi ciudad natal"[3] (MBC 스페셜-나의 살던 고향은) por el cual recibió una gran cantidad de críticas favorables por parte del equipo de producción.

- YooChun ha trabajado activamente como modelo promocionando diversos artículos, como por ejemplo (info desde 2010):

1. NII[4] – Ropa Casual como Modelo principal (junto con JaeJoong y JunSu como JYJ)
2. Nature Republic[5] – Cosméticos (junto con JaeJoong y JunSu como JYJ)
3. Lotte Duty Free[6] – productos libre de impuestos de Corea (junto con JaeJoong y JunSu como JYJ y otros artistas))
4. TiO Iced tea – Refresco
5. Penzal Q – Medicamento (junto con JaeJoong y JunSu como JYJ)
6. LG Optimus Q2 - Teléfono inteligente (junto con JaeJoong y JunSu como JYJ)
7. The Legend of Zelda: Skyward Sword - Videojuego para Wii
8. Black Smith – Restaurante Italiano (Junto con TaeHee, Song SyungHun)
9. Ottogi Chicken Noodle – Comida rápida
10. Mario Kart 7: Juego para Nintendo 3DS (junto con JaeJoong y JunSu como JYJ)
11. Tony Moly – Cosméticos (junto con JaeJoong y JunSu como JYJ)

## Empresario
A pesar de su carrera artística, YooChun comenzó muy joven a interesarse por el mundo empresarial, siendo a su corta edad dueño de una franquicia Timeout Gelato Bars (heladería que regaló a su madre en 2009 y que en 2013 se fue a la quiebra) y Presidente Ejecutivo del restaurante Bum’s Story junto con su amigo y colega JaeJoong.

## Labor social
En diciembre de 2012, YooChun fue anunciado como embajador del Banco Standard Chartered Korea (SCK) para la campaña Good Library Project, creada especialmente para las personas ciegas. El proyecto solicita a las personas que deseen donar sus voces para leer libros y películas y grabar para personas ciegas.

En noviembre de 2012 la ONG Save the Children confirmó la participación de YooChun como instructor de punto en videos tutoriales en línea para la campaña Knit One, Save One, en la que los voluntarios tejen gorros y mantas para bebes que nacen en zonas con una elevada tasa de mortalidad.

## Influencias musicales
Habiendo pasado parte de su infancia y juventud en los EE. UU., YooChun veía dramas coreanos en la TV por satélite y escuchó CDs de bandas K-Pop. En Holmes Middle School, Chantilly High y junto sus amigos, llegó a empaparse también de la música de los Backstreet Boys, Eric Clapton y MTV.

## Reconocimientos, honores y premios
| Año  | Premios                                  | Categoría                                  | Trabajo              | Resultado |
| ---- | ---------------------------------------- | ------------------------------------------ | -------------------- | --------- |
| 2001 | Concurso de Canto Americano (Virginia)   | Mejor Artista del Concurso                 |                      | Ganador   |
| 2003 | Concurso de Canto para Jóvenes de la KBN | Premio Especial                            |                      | Ganador   |
| 2010 | KBS Drama Awards                         | Mejor Actor Revelación                     | Sungkyunkwan Scandal | Ganador   |
| 2010 | KBS Drama Awards                         | Premio Cybernautas                         | Sungkyunkwan Scandal | Ganador   |
| 2010 | KBS Drama Awards                         | Premio Mejor Pareja (con Park Min Young)   | Sungkyunkwan Scandal | Ganador   |
| 2011 | 47th Premios de Arte Paeksang            | Mejor Actor Revelación                     | Sungkyunkwan Scandal | Ganador   |
| 2011 | 47th Premios de Arte Paeksang            | Actor Más Popular                          | Sungkyunkwan Scandal | Ganador   |
| 2011 | 6th Seoul International Drama Awards     | Premio Elección del Público (Corea)        | Sungkyunkwan Scandal | Ganador   |
| 2011 | 6th Seoul International Drama Awards     | Actor Coreano Excepcional                  | Sungkyunkwan Scandal | Ganador   |
| 2011 | MBC Drama Awards                         | Mejor Principiante                         | Miss Ripley          | Ganador   |
| 2012 | 48th Premios de Arte Paeksang            | Actor Más Popular                          | Miss Ripley          | Ganador   |
| 2012 | 2012 K-Star News Awards                  | Mejor Ídolo Actor (votado por niños)       |                      | Ganador   |
| 2012 | 7th Seoul International Drama Awards     | Premio Elección del Público (Corea)        | Rooftop Prince       | Ganador   |
| 2012 | 7th Seoul International Drama Awards     | Actor Coreano Excepcional                  | Rooftop Prince       | Ganador   |
| 2012 | 2012 German Remarkable Korean Awards     | Mejor Actor                                | Rooftop Prince       | Ganador   |
| 2012 | SBS Drama Awards                         | Premio a la Excelencia (Especial Drama)    | Rooftop Prince       | Ganador   |
| 2012 | SBS Drama Awards                         | Estrellas Top 10                           | Rooftop Prince       | Ganador   |
| 2012 | SBS Drama Awards                         | Premio Mejor Pareja (con Han Ji-min)       | Rooftop Prince       | Ganador   |
| 2012 | SBS Drama Awards                         | Premio a la Popularidad de los Cibernáutas | Rooftop Prince       | Ganador   |
| 2012 | MBC Drama Awards                         | Premio a la Popularidad                    | Missing You          | Nominado  |
| 2012 | MBC Drama Awards                         | Premio Mejor Pareja (con Yoon Eun-hye)     | Missing You          | Nominado  |
| 2012 | MBC Drama Awards                         | Premio a la Excelencia (Miniseries)        | Missing You          | Ganador   |

## Giras
| Año  | Gira                                  | Fecha                                                                  | Lugar |
| ---- | ------------------------------------- | ---------------------------------------------------------------------- | --- |
| 2011 | A Date with Yuchun                    | - 17 de septiembre                                                     | - Pak Kret, Tailandia (Impact Hall 3, Muang Thong Thani) |
| 2012 | Park YooChun 1st Asia Fanmeeting Tour | - 25 de agosto - 8 de septiembre - 14 de septiembre - 16 de septiembre | - Shanghái, China (Estadio de Shanghái) - Shenzhen, China (Centro Deportivo de la Bahía de Shenzhen) - Taipéi, Taiwán (Centro Deportivo de la Universidad Nacional de Taiwán) - Bangkok, Tailandia (Siam Paragon\|Salón Real Paragon) |
| 2013 | Media Day Activity                    | - 11 de enero                                                          | - Pekín, China (Impact Hall 3, Muang Thong Thani) |
| 2013 | Hunan TV Lantern Festival Show        | - 24 de febrero                                                        | - Hunan, China ( Hunan TV) |

## Curiosidades
- YooChun aparece en un libro de texto chino para motivar a los jóvenes estudiantes.
- YooChun es muy caluroso. Siempre que puede lleva bermudas y sandalias.
- Su abuela es dueña del restaurante Hanilkwan, en el centro de Seúl.
- Yoochun es muy cercano a su madre y hermano.